# Zorn (Heidenrod)

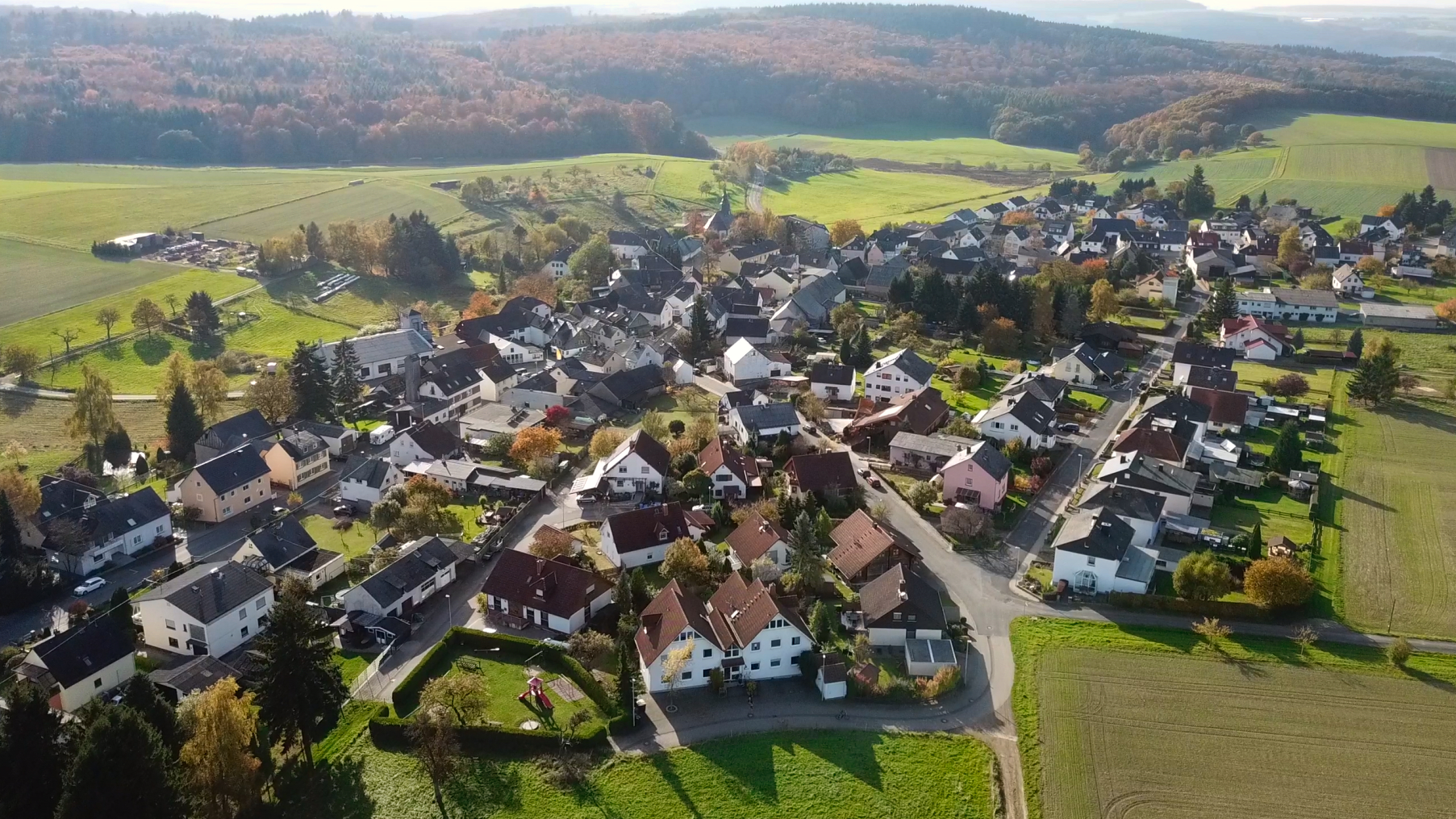
Luftbild von Heidenrod-Zorn im Rheingau-Taunus-Kreis.

Zorn ist ein Ortsteil der Gemeinde Heidenrod im südhessischen Rheingau-Taunus-Kreis.

## Geographie
Zorn liegt im westlichen Hintertaunus auf einer Hochebene, der Zorner Hochfläche, und im Quellgebiet von Morsbach und Busebach an der Landesgrenze zu Rheinland-Pfalz. Die Zorner Hochfläche ist im Nordosten mit dem quer dazu laufenden Höhenzug der Kemeler Heide verbunden und bildet die Wasserscheide zwischen dem Talsystem des Mühlbachs, der nach Norden zur Lahn fließt und dem Wispertal im Süden, das sich nach Westen zum Mittelrhein öffnet. Östlich von Zorn erhebt sich als Hausberg der 518 Meter hohe bewaldete Graue Kopf. Die Waldgemarkung von Zorn setzt sich hinter dem Grauen Kopf in einem schmalen Streifen noch bis zur Feldflur von Langenseifen fort und nimmt damit den längsten Teil der Kammlinie der Zorner Hochfläche ein.
An der westlichen Gemarkungsgrenze auf einem Bergsporn über dem Morsbach liegen als Bodendenkmal in dem Waldgebiet unter dem Pfaffenbarg (445 Meter) die Reste einer Hareschloß genannten Turmburg. In dem südlich gelegenen Waldstück Strutheck findet sich die mittelalterliche Motte Alte Schanz.
Benachbarte Ortschaften sind Obermeilingen im Norden, Algenroth im Nordwesten, Weidenbach im Westen, Strüth im Südwesten, Nauroth im Südosten und Langschied im Nordosten.

## Geschichte
Das Bestehen des Ortes Zorn lässt sich bis in die Zeit um 1195 urkundlich zurückverfolgen. Er entstand an einer Kreuzung alter Verkehrswege, der Kohlstraße und der Verbindung St. Goar – Frankfurt.
Zorn gehörte bereits 1150 zu den ältesten Besitzungen der Grafen von Katzenelnbogen. Im Jahre 1194 erhielt Werner von Bolanden von dem Grafen von Katzenelnbogen die Hälfte der Frohnhube, das heißt die Hälfte des Hofes zu Zorn mit allem Zubehör zu Lehen. Aufschluss über diese Frohnhube gibt eine Urkunde vom 25. Juni 1335. 1260 gehörte der Ort zum Vierherrischen Gebiet, aus dem er 1509 ausschied. Zorn war Gerichtsort und besaß Marktrecht. 1533 wurde die Reformation eingeführt. Nach dem Dreißigjährigen Krieg war Zorn gänzlich entvölkert und im 17. und 18. Jahrhundert entstanden durch Brandschatzungen französischer Truppen beträchtliche Schäden. 1806 kam der Ort in den Besitz des Herzogtums Nassau.
Am 12. Juli 1866 im Deutschen Krieg fand bei Zorn ein Gefecht zwischen nassauischen und preußischen Truppen statt, das auch als Schlacht bei Zorn bezeichnet wird. Nach Ende des Krieges wurde Nassau vom Königreich Preußen annektiert.
Nach dem Ersten Weltkrieg befand sich der Ort während der alliierten Rheinlandbesetzung in einem schmalen Korridor zwischen den rechtsrheinischen Brückenköpfen der Amerikaner um Koblenz und der Franzosen um Mainz. Das Gebiet bestand bis zur militärischen Besetzung durch Frankreich im Jahr 1923 als sogenannter Freistaat Flaschenhals. Nach dem Zweiten Weltkrieg lag der Ort in der amerikanischen Zone direkt an der Zonengrenze zur französischen Zone und wurde damit zu einem Teil des Landes Hessen.
1683 wurde die Schule gegründet, 1766 und 1911 neu erbaut. 1790 zählte man 44 und 1840 64 Wohnhäuser. Das Backhaus aus dem 18. Jahrhundert wurde 1961, das alte Rathaus 1975 abgebrochen.

### Gebietsreform
Im Zuge der Gebietsreform in Hessen schloss sich die Gemeinde Zorn mit 15 weiteren Gemeinden am 31. Dezember 1971 auf freiwilliger Basis zur Gemeinde Heidenrod zusammen. Für Zorn  wurde wie für alle anderen Ortsteile ein Ortsbezirk mit Ortsbeirat und Ortsvorsteher eingerichtet.

### Ortsname
Der Name Zorn hat sich über Jahrhunderte in seiner Schreibweise nicht verändert. Möglicherweise ist er vordeutschen Ursprungs und in Verbindung mit einer wasserreichen Stelle anzusehen. Das würde auch den Namen des kleinen Morsbachs erklären (mors = Sumpf).
Ob ein edelfreier Heinrich von Zorne, gestorben vor 1131, hier seinen Besitz hatte, kann nicht mit Sicherheit gesagt werden. Auch lässt sich nur vermuten, dass eine Turmburg, „die alte Schanz“, 600 m südlich vom Dorf gelegen, zu seinem Besitz gehörte.

## Wirtschaft und Infrastruktur

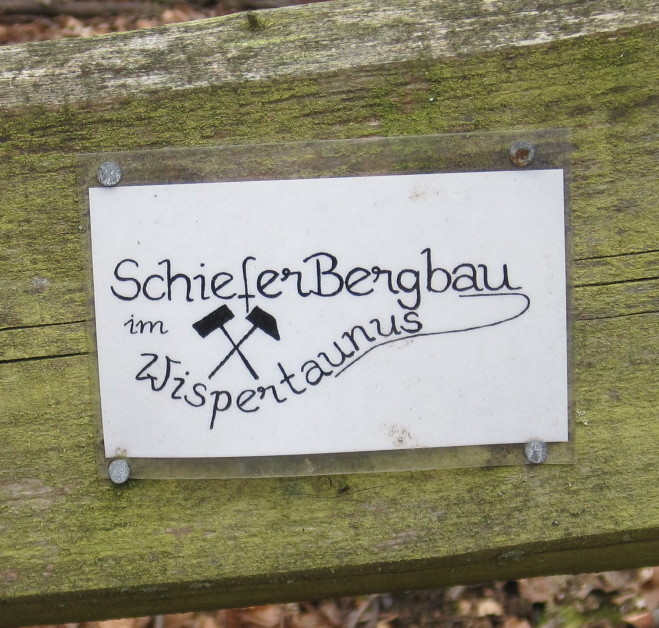
Geopfad „Schieferbergbau im Wispertaunus“ zwischen Zorn und Nauroth

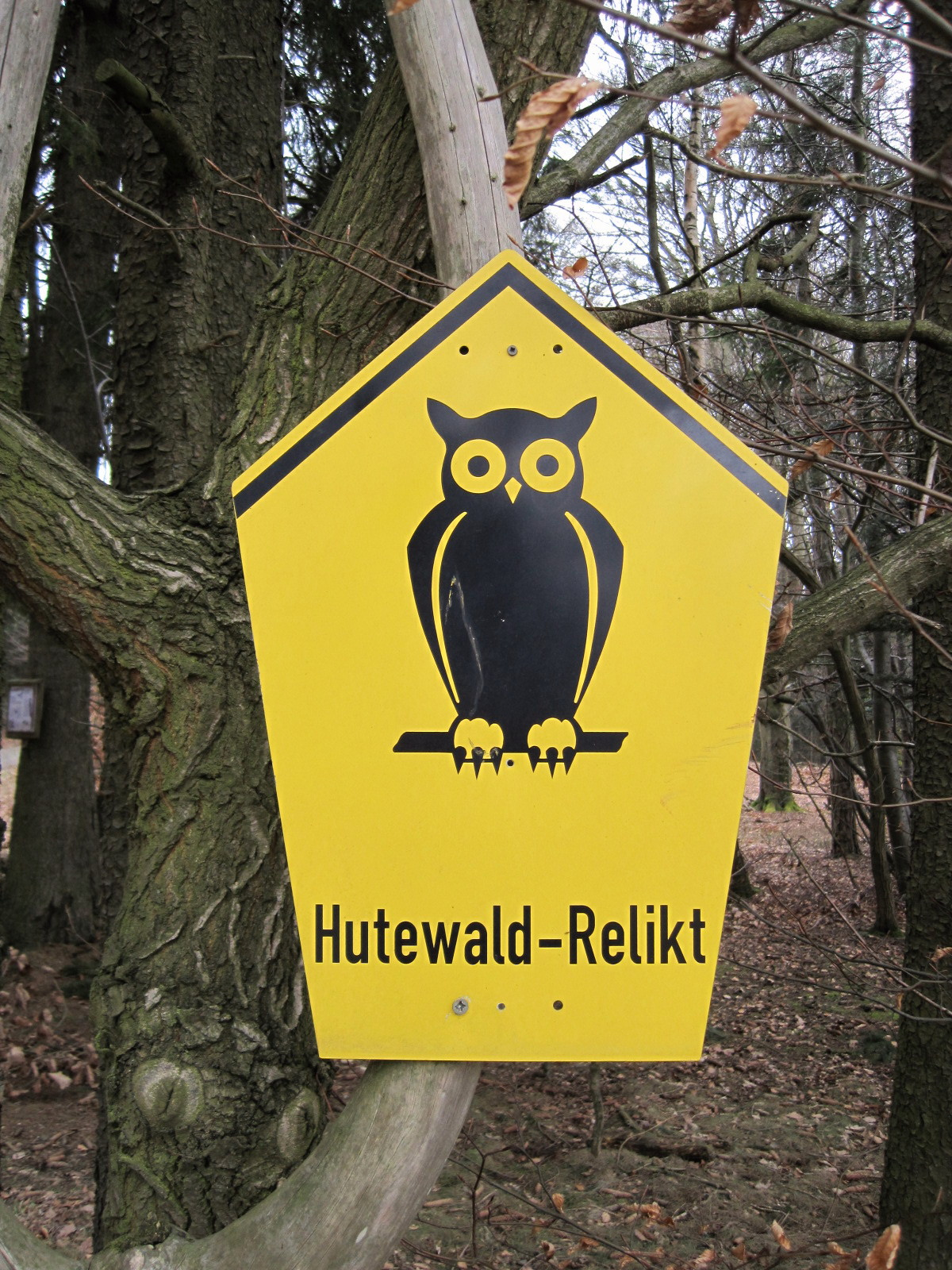
Ehemaliger Hutewald bei Zorn, heute Naturschutzgebiet

### Verkehr
Für den überörtlichen Verkehr ist Zorn durch die Landesstraße L 3031 erschlossen, die nördlich von Langenseifen von der als Bäderstraße bekannten Bundesstraße 260 abzweigt und jenseits der Landesgrenze als L 336 zum Nachbarort Strüth im Rhein-Lahn-Kreis führt. In der Ortsmitte am Brunnenplatz zweigt die Kreisstraße K 614 nach Algenroth und die K 677 nach Obermeilingen ab.

### Bergbau
Auf dem Grauen Kopf östlich des Dorfes lag die ehemalige Dachschiefergrube Hermani. Sie wurde am 18. März 1870 eröffnet und 1955 stillgelegt.
Weiter südlich, am Rande der Abraumhalden der Schiefergrube Rosit jenseits der Gemarkungsgrenze von Nauroth, wurde durch den Heimatverein Heidenrod und den Verein Naturschutzhaus ein kleiner Lehrpfad zum Schieferbergbau eingerichtet, der anschaulich die Bedeutung der Biotopstrukturen im heutigen Naturschutzgebiet darstellt.
Ein weiterer Informationspfad zur historischen Waldnutzung ist seit 2012 auf dem Höhenrücken südlich von Zorn in der Nähe der Windräder eingerichtet und beschreibt die Köhlerei, also die Herstellung von Holzkohle.

### Landwirtschaft
Die landwirtschaftliche Fläche von 188 ha teilt sich in ca. 30 % Wiesen und 70 % Ackerland. Wiesen und Weiden dienen der Ammen- und Milchtierhaltung, Ackerland überwiegend dem Getreide und Ölsaatenanbau (Raps).
61 ha werden von Zorner Landwirten im Nebenerwerb bewirtschaftet. 73 ha sind an auswärtige Landwirte verpachtet.
Die landwirtschaftlichen Produkte werden nicht mehr wie früher zum Eigenbedarf, sondern fast ausschließlich zum Verkauf angebaut.
Der ca. 85 ha große Demeter-Betrieb „Hof Zorn“ arbeitet nach den Richtlinien der biologisch-dynamischen Landwirtschaft verwaltet.
Auf dem Hof gibt es eine eigene Käserei und einen kleinen Laden, in dem die Bio-Produkte verkauft werden.